# خواطر 4
برنامج خواطر 4 برنامج رمضاني لأحمد الشقيري، ضمن سلسة برامج خواطر التي يقدمها.

## محتوى البرنامج
قام بالتنكر للقيام بدور متسول للتسول في الشوارع واثبت أن متوسط ما يتقضاه تقريبا 12 ريال سعودي في كل 5 دقائق – أي بحسبة سريعة 144 بالساعة ولو اشتغل المتسول 6 ساعات باليوم فقط يصل دخله إلى 864 أي حوالي 25 ألف ريال سعودي شهرياً أي أكثر من راتب وكيل وزارة – كما يوجد حلقات قام بها بمقابلة بعض الناس الذين تضرروا من قيام شخص أخر بوضع سيارته أمامه وعدم تمكينه من التحرك وغيرها الكثير من الممارسات الخاطئة في المجتمع والتي وقف عليها.

## قائمة الحلقات
| رقم الحلقة في البرنامج | رقم الحلقة في الموسم | عنوان الحلقة          | تاريخ البث لأوّل مرة            |
| ---------------------- | -------------------- | --------------------- | ------------------------------ |
| 91                     | 1                    | «باسم الله نبدأ»      | 1 رمضان 1429 - 2 سبتمبر 2008   |
| 92                     | 2                    | «احم نفسك»            | 2 رمضان 1429 - 3 سبتمبر 2008   |
| 93                     | 3                    | «كرنفال العرب»        | 3 رمضان 1429 - 4 سبتمبر 2008   |
| 94                     | 4                    | «تكنو»                | 4 رمضان 1429 - 5 سبتمبر 2008   |
| 95                     | 5                    | «المبدعون»            | 5 رمضان 1429 - 6 سبتمبر 2008   |
| 96                     | 6                    | «998»                 | 6 رمضان 1429 - 7 سبمتبر 2008   |
| 97                     | 7                    | «معاكسات»             | 7 رمضان 1429 - 8 سبتمبر 2008   |
| 98                     | 8                    | «مكتبة لله يا محسنين» | 8 رمضان 1429 - 9 سبتمبر 2008   |
| 99                     | 9                    | «خطبة القرن الـ21»    | 9 رمضان 1429 - 10 سبتمبر 2008  |
| 100                    | 10                   | «العم نور»            | 10 رمضان 1429 - 11 سبتمبر 2008 |
| 101                    | 11                   | «كلاكيع»              | 11 رمضان 1429 - 12 سبتمبر 2008 |
| 102                    | 12                   | «بيتي بيتك»           | 12 رمضان 1429 - 13 سبتمبر 2008 |
| 103                    | 13                   | «يوم في حياة إنسان»   | 13 رمضان 1429 - 14 سبتمبر 2008 |
| 104                    | 14                   | «لا تحتقرن»           | 14 رمضان 1429 - 15 سبتمبر 2008 |
| 105                    | 15                   | «عادي»                | 15 رمضان 1429 - 16 سبتمبر 2008 |
| 106                    | 16                   | «برنامج لو كان بيننا» | 16 رمضان 1429 - 17 سبتمبر 2008 |
| 107                    | 17                   | «مرن عقلك»            | 17 رمضان 1429 - 18 سبتمبر 2008 |
| 108                    | 18                   | «ليسوا سواء»          | 18 رمضان 1429 - 19 سبتمبر 2008 |
| 109                    | 19                   | «مدارسنا»             | 19 رمضان 1429 - 20 سبتمبر 2008 |
| 110                    | 20                   | «المزعجون»            | 20 رمضان 1429 - 21 سبتمبر 2008 |
| 111                    | 21                   | «قوانين كونيّة»        | 21 رمضان 1429 - 22 سبتمبر 2008 |
| 112                    | 22                   | «تحيّة»                | 22 رمضان 1429 - 23 سبتمبر 2008 |
| 113                    | 23                   | «تربية عمليّة»         | 23 رمضان 1429 - 24 سبتمبر 2008 |
| 114                    | 24                   | «من حقي أن لا تُدخّن»   | 24 رمضان 1429 - 25 سبتمبر 2008 |
| 115                    | 25                   | «أمهات العصر الحديث»  | 25 رمضان 1429 - 26 سبتمبر 2008 |
| 116                    | 26                   | «احذر»                | 26 رمضان 1429 - 27 سبتمبر 2008 |
| 117                    | 27                   | «أفضل / أسوأ»         | 27 رمضان 1429 - 28 سبتمبر 2008 |
| 118                    | 28                   | «يوم في حياة سيارة»   | 28 رمضان 1429 - 29 سبتمبر 2008 |
| 119                    | 29                   | «شكراً»                | 29 رمضان 1429 - 30 سبتمبر 2008 |
| 120                    | 30                   | «أحلى الخواطر»        | 30 رمضان 1429 - 1 أكتوبر 2008  |